# Всеволод Бобров (судно)
«Всеволод Бобров» (рос. Всеволод Бобров, бортовий № 881, найменування виробу МБ-75) — друге судно́ тилового забезпечення проєкту 23120 (код «Longvinik»), яке побудоване на «Північній верфі» для ВМФ Росії. Назване на честь радянського спортсмена Всеволода Боброва (1922—1979).
12 травня 2022 року судно, уражене українською протикорабельною крилатою ракетою «Нептун», зазнало пошкоджень та відбуксироване до Севастополя.

## Загальні відомості
«Всеволод Бобров» є другим судно́м тилового забезпечення льодового класу. Закладений у 2013 році та спущений на воду у 2016 році. Конструкція має деякі зміни, внесені з досвіду експлуатації головного «Ельбрусу» (бортовий № 880).
Судно є багатофункціональним: призначене для перевезення вантажів, буксирування, проведення гідрографічних досліджень, надання допомоги кораблям, які потрапили в лихо. Система динамічного позиціювання дозволяє утримувати судно́ у заданій точці за будь-яких погодних умов. На судні́ встановлено два електрогідравлічні крани вантажністю 50 тонн, буксирні лебідки з тяговим зусиллям 120 та 25 тонн, є вантажна палуба площею понад 700 м². Оснащений водолазним комплексом із барокамерою. Корпус Всеволода Боброва з льодовим класом ARC4 дозволить йому ходити в арктичних широтах, долаючи товщину льоду в 0,6 м.
У лютому 2021 року судно́ було підготовлено до заводських ходових випробувань. У березні 2021 року завершилися швартовні випробування, після чого «Всеволод Бобров» вийшов на етап заводських ходових випробувань, які відбулися протягом квітня у Балтійському морі. Державні випробування відбулись у травні 2021 року.
Судно́ мало увійти до складу ВМФ РФ у першій половині 2021 року, однак у червні терміни введення в експлуатацію були зсунуті на серпень.

### Участь уросійському вторгненні в Україну (2022)
У грудні 2021 року судно́ здійснило міжфлотський перехід із Балтійська в Севастопіль.
Під час російсько-української війни, проти ночі на 12 травня 2022 року, за інформацією ЗМІ, «один із кораблів» проєкту 23120 загорівся на курсі до острова Зміїний. Згодом речник Одеської ВЦА Сергій Братчук повідомив, що поблизу острова Зміїний, внаслідок удару ПКР «Нептун», зазнав пошкоджень «Всеволод Бобров», на ньому розпочалася пожежа. За попередніми даними, судно́ було відбуксироване в Севастополь. За інформацією представника Офісу Президента України, судно́ атаковане при спробі доставити на острів систему протиповітряної оборони.

## Технічні характеристики
- Екіпаж — 27 осіб (при необхідності — до 55)
- Довжина — 95 м
- Ширина — 22 м
- Осадка — 9 м
- Швидкість — 18 вузлів
- Водотоннажність — 9 500 тонн
- Дальність плавання — 5000 морських миль
- Автономність — близько 60 діб.